# Ohmov zakon
Ohmov zakon (nazvan po njemačkom fizičaru Georgu Simonu Ohmu) je zakon prema kojemu je jakost električne struje I u električnom vodiču, pri konstantnoj temperaturi, određena kao omjer električnoga napona U koji električnu struju prouzročuje i električnoga otpora R:
{\displaystyle I={\frac {U}{R}}}
I ostali oblici tog oblika zakona također se nazivaju po Ohmu: 
{\displaystyle U=I\cdot R}
{\displaystyle R={\frac {U}{I}}}
{\displaystyle I=U\cdot G}
gdje je:
- I – jakost električne struje kroz strujni krug u amperima (A);
- U – električni napon izvora u voltima (V);
- R – ukupan električni otpor strujnog kruga (otpor trošila + otpor električnih vodova + unutarnji otpor izvora struje) u omima (Ω). Om se može napisati i kao volt/amper (V/A).
- G – električna vodljivost, pa i neki izvedeni oblici, na primjer za vodiče pri različitim temperaturama.[1]

Ohmov zakon je jedan od temeljnih zakona elektrotehnike. Ohmov zakon vrijedi za metale i vodljive otopine. Takvi se vodiči zovu omski vodiči. Za neke materijale Ohmov zakon ne vrijedi a takvi se vodiči zovu neomski.

## Pad napona
Napon izvora U (V) tjera strujni tok jakosti I (A) kroz otpornik R. Na krajevima otpornika napon je jednak naponu izvora, što znači da duž otpornika napon nije svagdje jednak, nego se smanjuje od pozitivnog kraja prema negativnom, kako pokazuju voltmetri na desnoj slici. Veći napon na stezaljkama izvora (dakle i na krajevima otpornika) protjerat će jaču struju kroz otpornik, a među pojedinim točkama otpornika i razlike u naponu bit će veće. Prekinemo li strujni tok, otpornik će u svim točkama imati isti napon jednak naponu stezaljke na koju je priključen, kao što prikazuje donja slika. Slijedi, da razlike u naponu pojedinih točaka otpornika postoje samo u zatvorenom strujnom krugu, ako kroz njega protječe struja. Pokusima se može pokazati, da je pad napona na bilo kom odsječku - dijelu otporne žice to veći, što je veći otpor između mjernih točaka i što je jača struja koja teče kroz otpornik. Matematički se pad napona može odrediti po izrazu: 
{\displaystyle U=I\cdot R_{1}}
gdje je: R1 – rezultirajući otpor među mjernim točkama. Izraz ustvari predstavlja primjenu Ohmovog zakona na promatrani odsječak otpornika ili promatrani dio strujnog kruga, pa i onda ako taj dio sadrži složeniji sustav od više različito vezanih trošila ili otpornika.
Prolaskom struje kroz bilo koji otpornik ili vodič, na tom otporniku ili vodiču nastaje pad napona jednak umnošku jakosti struje i otpora među mjernim točkama. 
Sukladno tome, pad napona je neizbježan i u vodovima gradske električne mreže. Da bi trošila dobila propisanih 220 V i u vrijeme jačeg opterećenja mreže, vodovi moraju biti dovoljno debeli, da se smanji njihov otpor, a time i pad napona, kako bi se razlike napona u neopterećenoj i opterećenoj mreži zadržale u granicama dopuštenih odstupanja. To je također razlog, što električne instalacije trebaju projektirati stručnjaci, kako bi ispravno odredili potrebne debljine vodiča za svaku instalaciju. Nadalje, pad napona nastaje i na zaštitnom vodiču, ako bi kroz njega prolazila struja. Na dijelu dugog i tankog ili slabo spojenog zaštitnog vodiča, mogao bi zato nastati i opasan napon u slučaju da fazni napon probije na metalne dijelove opreme ili instalacije (takozvanu masu). Zbog toga zaštitni vodič treba biti dovoljne debljine, ne smije se voditi preko prekidača, a ako ima spojeva, oni moraju biti dobro izvedeni.

## Vanjske poveznice
- (engl.) Encyclopædia Britannica: Ohm’s law
- Eduvizija: Ohmov zakon – 8. razred – Fizika, YouTube